# Стефанова къща (неокласическа)
 Тази статия е за неокласическата къща в Костур.  За възрожденската къща в Костур вижте Стефанова къща.  
Стефановата къща (на гръцки: Νεοκλασικό Στεφανή) е неокласическа къща в град Костур, Гърция.
Къщата е разположена на улица „Орестиада“ № 11 в южната част на града, близо до езерото, на върха на ъгъла на полуострова, известен като Ставрос (Кръст), тъй като от там се хвърля кръста на Богоявление. Построена е в средата на XX век. Има три етажа и е много живописна.